# 空間對稱群

正四面體可以只由旋轉而有12種不同的方位。上圖以循環圖來表示此12種方位，其為將正四面體旋轉180度（藍箭頭）和120度（紅箭頭）來置換正四面體的方向。此12種的旋轉可形成一正四面體的旋轉（對稱）群。

一個物件（如一維、二維或三維中的圖像或信號）的對稱群是指在複合函數運算下不變的所有等距同構所構成的群。其為所考慮之空間的等距同構群中的一個子群。
（若沒有另外注明，則本文只考慮在歐幾里得空間內的對稱群，但此一概念亦可以被應用在更廣義的用途上，詳見下文。）
「物件」可以是幾何形狀、圖像及模式，如壁紙圖樣。其定義能夠以詳述圖像或模式的方式，如將位置附上一組顏色的值的函數，來使其更為精確。對如三維物體的對稱，可能亦會想要考量其物理上可能的組合。空間中等距同構的群可以產生一個作用於此群本身物件上的群作用。
對稱群有時亦稱為全對稱群，以強調其會產生一個圖像不會改變的反轉定位之等距同構（如鏡射、滑移鏡射和不純旋轉）。會保留其定位之同距同構（如平移、旋轉和此兩者的組合）的子群則稱為其純對稱群。一物件的純對稱群若等同於其全對稱群，則稱此物件為對掌的（也因此不存在使其不變的反轉定位之等距同構。)
任何其元素有著相同個不動點的對稱群都可以由選定其原點為不動點來被表示成一個正交群O(n)的子群，其對所有的有限對稱群及有界圖像之對稱群皆為真的。
離散對稱群可以分成三種類型：
1. 有限點群，其包含有旋轉、鏡射、反演和不純旋轉，且實際上只是正交群O(n)的子群；
2. 無限晶格（英语：Lattice (group)）群，其包括平移；
3. 無限空間群，其結合有上述兩種類型的元素，且亦包含有如螺旋軸（英语：screw axis）和滑移鏡射（英语：Glide reflection）等額外的對稱。

另外亦有著包含任意小角度的旋轉或任意小距離的平移之「連續」對稱群。一個球面O(3)的所有對稱所組成的群即是一種連續對稱群，而通常如此類的連續對稱的群是在李群中所研究的對象。
對歐幾里得群子群的分類會對應到對稱群的分類。
兩個幾何形狀被認為是有著相同的對稱型，若其對稱群為歐幾里得群E(n)（Rn的等距同構群）的共軛群，其中一個群G的兩個子群H1和H2為共軛的，若存在一G內的元素g能使得H1=g-1H2g。例如：
- 兩個三維圖形有著鏡面對稱，但對應著不同的鏡面。
- 兩個三維圖形有著旋轉對稱，但對應著不同的旋轉軸。
- 兩個二維圖形有著平移對稱，各在各的方面；此兩者有著長度相同但方向不同的平移向量。

有時，「相同對稱型」更廣義的概念會被使用，而可以產生如17個壁紙群之類的類型。
當考慮等距同構群時，可以將其縮限在於等距同構下之圖像的點皆為拓撲閉合的。如此便排除了如一維中以有理數之距離平移所構成的群。一個具有對稱群的「圖像」是不可伸縮的，且即使達到任意詳盡的均勻，亦不會有真正的均勻。

## 一維
其在等同構下之圖像的點皆為拓撲閉合之一維等距同構群有：
- 當然群C1
- 由一點之鏡射所產生之元素所組成的群；其同構於C2
- 由平移所產生之無限離散群：其同構於Z
- 由平移和一點的鏡射所產生之無限離散群：其同構於Z的廣義二面體群Dih(Z)，亦被標記為D∞（其為Z與C2的半直積）。
- 由所有平移（同構於R）所產生的群；這個群不能是某一「圖像」的對稱群：它會是均勻的，因此亦能被鏡面。但一個均勻一維向量場則可以有這種對稱群。
- 由所以平移和一點之鏡射所組成的群：其同構於R的廣義二面體群Dih(R)。

另見一維對稱群。

## 二維
以共軛來分，二維離散點群可以分成下列幾種類型：
- C1、C2、C3、C4、…等循環群，其中Cn包含著所有繞一固定點為360/n度的整倍數之旋轉。
- D1、D2、D3、D4、…等二面體群，其中Dn包含著所有在Cn中的旋轉和n個通過其固定點之軸的鏡射。

C1是一個只包含有恆等運算的當然群，其產生於一圖像沒有任何的對稱時，如字母F。C2為字母Z的對稱群，C3為三曲腿圖的，C4為卐的，而C5、C6則為有五條及六條臂之類卐圖像。
D1為一個含有恆等運算和單一個鏡射之兩個元素的群，其產生於一儘有一對稱軸的圖像中，如字母A。D2（同構於克萊因四元群）為一非等邊長方形的對稱群，而D3、D4則為正多邊形的對稱群。
兩種類型的實際對稱群對其旋轉中心都有著兩個自由度，而在二面體群中，多著一個鏡面方位的自由度。
剩餘具有不動點之二維等距同構群，其所有在等距同構下之圖像的點皆為拓撲閉合的有：
- 特殊正交群SO(2)，其包括繞著一固定點的所有旋轉；其亦稱為圓群S1，為絕對值為1之複數所組成的乘法群。其為圓的「純」對稱群，且為Cn在連續群中的等價。不存在一以圓群為「全」對稱群之圖像，但對於一向量場則存在著（見三維中的例子）。
- 正交群O(2)，其包括所有繞一固定點的旋轉及對通過其固定點之軸的鏡射。這是一個圓的對稱群。其亦被可標記為Dih(S1)，因其為S1的廣義二面體群。

對於無界圖像，其他的等距同構群還包括平移；其閉合對稱群有：
- 7個彩帶群（英语：frieze group）
- 17個壁紙群（英语：Wallpaper group）
- 對每一個一維對稱群，其於一方向上之群的所有對稱及在其垂直方向上之所有平移的群所組成之對稱群
- 同上，但再加上第一個方向的鏡射

## 三維
以共軛來分，其三維點群的集合包括7種包含無限多個群的類型和剩下的7個點群。在晶格學中，其被侷限在需符合晶格的離散平移對稱中。一般無限個點群中的晶體侷限可以找出32種晶體點群（27種在7種類型中，5種在另7個點群中）。
見三維點群。
具一固定點的連續對稱群包括如下：
- 沒有垂直其軸之對稱面的圓柱對稱，這出現在如瓶子等物之上頭
- 有垂直其軸之對稱面的圓柱對稱
- 球面對稱

對物件和純量場而言，圓柱對稱意指其有著直立鏡射面。但對向量場則不然：在相對於某一軸的圓柱座標中，
{\displaystyle \mathbf {A} =A_{\rho }{\boldsymbol {\hat {\rho }}}+A_{\phi }{\boldsymbol {\hat {\phi }}}+A_{z}{\boldsymbol {\hat {z}}}}
有相對於此一軸的圓柱對稱若且唯若{\displaystyle A_{\rho }}、{\displaystyle A_{\phi }}和{\displaystyle A_{z}}都有此一對稱，即其都和φ無關。另外地，其存在著鏡射對稱若且唯若Aφ=0。
對於球面對稱，則不存在著如此差異，其皆意指著有鏡射面。
沒有固定點的連續對稱群則包括具有如無限螺旋之螺旋軸對稱的對稱群。另見歐幾里得群的子群。

## 一般對稱群
在更廣義的文句中，對稱群可能為任一種類的變換群或自同構群。一旦知道了所關注的數學結構之種類，應該就夠確定保留其結構之映射。相反地，知道其對稱即可定義其結構，或至少能弄清其內之不變量；這是看愛爾蘭根綱領的一種方式。
例如，有限幾何某些模型的自同構群在一般意思下不是「對稱群」，儘管其亦會保留對稱性。其保留著點集族，而非點集（或「物件」）本身。見pattern groups （页面存档备份，存于）。
如上面所述，空間自同構的群會形成一於其內物件之群作用。
對於一給定之幾何空間內的一給定之幾何形狀，考慮如下之等價關係：兩個空間自同構為等價的若且唯若兩個形狀的圖樣是相同的（此處所謂之「相同」並非為「在平移和旋轉下是相同」的意思，而是指「精確地相同」）。然後，此一相同之等價類即為此形狀的對稱群，且每一等價類皆會對應到一個此形狀的同構版本。
在每一對等價類之間都存在著一個雙射：第一個等價類之代表的逆元素與第二個等價類之代表複合。
在整個空間的一有限自同構群裡，其目為形狀之對稱群的目乘上此形狀同構版本的數目。
例如：
- 歐幾里得空間的等距同構，其形狀為長方形：其存在著無限多個等價類；每一個等價類都包括4個等距同構。
- 空間為具歐幾里得度量的立方體；形狀包括和此空間同樣大小的立方體，其各面有著各式顏色或圖像；此一空間的自同構為48個等距同構；其狀形為各面有著不同顏色之立方體；此形狀會有著8個等距同構的對稱群，及6個各含8個等距同構的等價類，每個等價類都是此形狀的一個同構版本。

比較拉格朗日定理 (群論)及其證明。

## 另見
- 對稱
- 一維對稱群（英语：symmetry groups in one dimension）
- 置換群
- 歐幾里得空間中等距同構群的不動點（英语：Fixed points of isometry groups in Euclidean space）
- 歐幾里得等距（英语：Euclidean plane isometry）
- 群作用
- 點群
- 晶系
- 空間群

## 外部連結
- 埃里克·韦斯坦因. . MathWorld.
- 埃里克·韦斯坦因. . MathWorld.
- 32個格體點群的簡介